# Hugo Gunckel Lüer

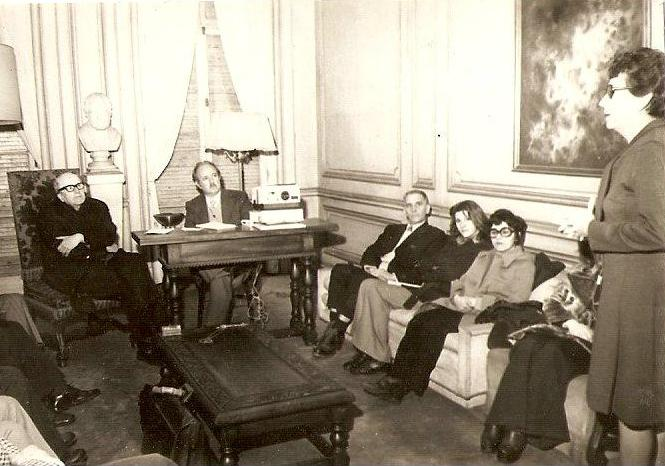
Fotografia de Gunckel, Niemeyer i L.E.Navas asseguts en un despatx

Hugo Gunckel Lüer (Valdivia, 10 d'agost del 1901 – Santiago de Xile, 17 de juliol del 1997) va ser un farmacèutic, naturalista i botànic xilè expert en Cyperaceae.

## Biografia
Després d'estudiar al Col·legi alemany i al Liceo de Hombres de la seva ciutat natal, el 1921 entrà a la universitat de Concepción, on es titulà de farmacèutic. En aquest centre treballà d'ajudant de botànica del professor Alcibíades Santa Cruz, cosa que, juntament amb les excursions que feia amb els seus pares, li generà un interès per la flora, les seves propietats i condicions de vida, que no l'abandonarien ja mai més.
Un cop titulat exercí en una farmàcia a Talca. També va fer farmacèutic cap de la IV Zona de Ferrocarrils fins que aquesta plaça fou suprimida. Emigrà a Corral per a parar-hi una farmàcia, i la naturalesa quasi verge del país, amb boscos, falgueres i herbes l'incitaren a convertir-se en col·leccionista de plantes. En aquesta ciutat, a més, hi feu d'alcalde i hi fundà la Tercera Compañía de Bomberos. L'any 1940 es traslladà a Temuco, on es feu càrrec de la direcció del Museo Araucano (actualment Museo Regional de la Araucanía). L'any 1946 fou nomenat president de l'Escola d'Enginyers Forestals, la primera d'aquest tipus a Xile, feina que compaginà amb l'estudi i la publicació d'articles científics al diari Austral, a altres diaris de la regió i en revistes científiques. Va ser membre fundador de l'Acadèmia de Ciències Naturals, que presidí durant dotze anys, i a la revista de la qual hi publicà al llarg de dues dècades. Amb Hans Niemeyer publica la Revista Universitaria - Universidad Católica o Anales de la Academia de Ciencias Naturales.
L'1 de maig del 1950 es traslladà a Santiago per fer-se càrrec de la càtedra de botànica de la facultat de Farmàcia de la universitat, que dirigia el professor Juan Ibáñez. Les obligacions d'aquest darrer a la UNESCO l'obligaren a absentar-se sovint, i això propicià que Hugo Gunckel el reemplacés a Santiago; la seva tasca passà a ser la formació de l'Herbari de l'Escola de Química i Farmàcia. En paral·lel, i fins a la jubilació el 1968, Gunckel ensenyà a l'"Instituto Pedagógico", actualment la "Universidad Metropolitana de Ciencias de la Educación". Fou elegit membre honorari de la "Sociedad Chilena de Historia y Geografía" i membre la "Academia Chilena de la Lengua" (1983-1997).

## Abreviatura
Internacionalment s'empra l'abreviatura Gunckel per a indicar-lo com a autoritat en la descripció i classificació científica d'una espècie vegetal.

## Obres seleccionades

### Llibres
- Bibliografía moliniana Santiago de Chile: Fondo Andrés Bello, 1980
- Desarrollo histórico de la profesión farmacéutica en Santiago de Chile durante el período hispánico-colonial: (1541-1810) Santiago: Colegio de Químico-Farmacéuticos de Chile, 1983
- Flora vascular de Chile: Tifaceas Santiago: Universitaria, 1959 (2 edicions)
- Helechos de Chile Santiago de Chile: Universidad de Chile, 1984
- El idioma mapuche en la nomenclatura botánica chilena Santiago, 1966 (2 edicions)

1965-1966. El idioma mapuche en la nomenclatura botánica chilena. Revista Universitaria 50,1,122 [PDF]
Revista Universitaria 50 (1): 122-164* La medicina entre los antiguos araucanos Santiago, 1933
- Nombres indígenas de plantas chilenas Santiago de Chile: Facultad de Química y Farmacia, Universidad de Chile, 1960 (2a. ed.)
- Carlos Munizaga Aguirre, Hugo Gunckel Lüer Notas etnobotánicas del pueblo atacameño de Socaire Santiago de Chile, 1968 on line
- Plantas chilenas descritas como nuevas por Juan Ignacio Molina y sus concordancias con la nomenclatura botánica actual Santiago: Museo Nacional de Historia Natural, 1972[2]
- El Profesor Doctor Alcibíades Santa Cruz Temuco, 1944

### Articles
- Las lentibulariaceas de la flora valdiviana, a Revista universitaria 8-28 (1943): p. 41-52
- Las Ciperáceas chilenas descritas por Rodulfo Amando Philippi, a Boletín de la Sociedad de Biología de Concepción 18 (1944): 77-97
- Algunas Ciperáceas coleccionadas en la Región del Volcán Llaima, a Revista Universitaria (Santiago de Chile) 30 (1945): 5-23
- Acerca de las ciperáceas en la obra del abate don Juan Ignacio Molina, a  Revista Universitaria 33 (1948): 9-12
- Breves anotaciones sobre el botánico Willibald Lechler y un comentario sobre algunas ciperáceas lechlerianas, a Revista Universitaria 33 (1948): 13-26
- La floración de la quila y el coligüe en la Araucanía, a Ciencia e Investigación 4 (1948): 91-95
- Tres canciones infantiles mapuches de la región de Boroa (Prov. de Cautín), a Revista universitaria 34-14 (1949): 117-124
- Traducció i notes de l'article de Rodolfo Armando Philippi Excursión botánica a la Araucanía efectuada en 1889, publicat a Farmacia Chilena 26-9 (1952): 387-396, 26-10: 435-451. L'edició original: R.A. Philippi Botanische Excursion in das Araukanerland Ber. Vereins Naturk. Cassel 41 (1896): 1-31 «Enllaç». Arxivat de l'original el 2007-09-27. [Consulta: 17 setembre 2007].
- Plantas chilenas estudiadas por Linneo, a Revista Universitaria 38 (1953): 67-76
- Las ciperáceas de los alrededores de Quintero (Provincia Valparaíso-Chile), a Revista Chilena de Historia Natural 54 (1955): 129-151 Enllaç
- Humboldt y algunas de sus relaciones con Chile, a Revista universitaria 46 (1961): 3-15
- Fitonimia atacameña, especialmente cunza, a Anales de la Academia Chilena de Ciencias Naturales 52 (1967): 1–81
- Nombres vernaculares de plantas endémicas de Juan Fernández, a Revista universitaria 31 (1968), 3-26
- Vocablos populares técnicos relacionados con la industria del alerce, a Noticiario Mensual del Museo Nacional de Historia Natural (1979): 274-275
- Plantas mágicas mapuche, a Terra Ameriga 41 (1980): 73-75
- Significado de nombres genéricos de algunas plantas de la flora chilena, a Academia 4 (1982): 157-180 (Chloris chilensis vol. 9, núm. 2)